# Kevin Heffernan
Kevin Heffernan (* 25. Mai 1968 in West Haven, Connecticut) ist ein US-amerikanischer Schauspieler, Drehbuchautor, Regisseur und Mitglied der Comedy-Gruppe Broken Lizard.

## Biografie
Heffernan wurde in West Haven, Connecticut geboren. Er ist Abgänger der Fairfield College Preparatory School, graduierte später an der Colgate University und war ein Mitglied der Beta Theta-Pi-Studentenverbindung. Er war ebenso zusammen mit den anderen späteren Broken-Lizard-Mitgliedern Teil der Comedy-Truppe Charred Goosebeak.

## Filmografie (Auswahl)
- 1996: Puddle Cruiser (Drehbuch im Team)
- 1998: No Looking Back
- 1999: Big Helium Dog
- 2001: Super Troopers – Die Superbullen (Super Troopers, Drehbuch im Team)
- 2004: Club Mad (Club Dread, Drehbuch im Team)
- 2005: Ein Duke kommt selten allein (The Dukes of Hazzard)
- 2005: Sky High – Diese Highschool hebt ab! (Sky High)
- 2005: On the One
- 2006: Bierfest (Beerfest, Drehbuch im Team)
- 2008: Strange Wilderness
- 2008: The RJ Danko Story
- 2009: Slammin’ Salmon – Butter bei die Fische! (Drehbuch im Team)
- 2018: Super Troopers 2

Er hatte zudem Gastauftritte in How I Met Your Mother, Curb Your Enthusiasm, Arrested Development und Die Goldbergs.